# Porsche 928

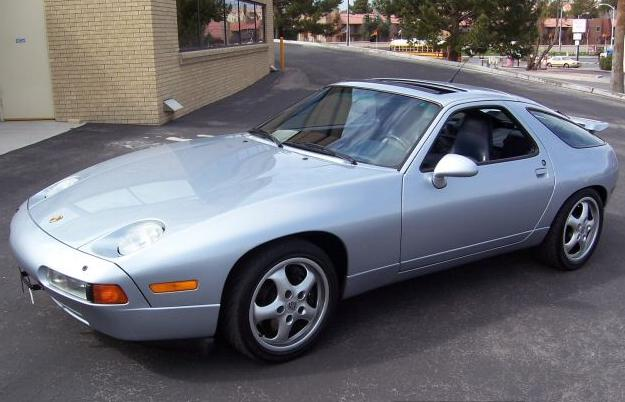
Porsche 928 från 1995.

Porsche 928 är en bilmodell från Porsche som tillverkades mellan åren 1978 och 1995.

## Historia
"... the 928 is an impressive luxury automobile... the 928 is not only the fastest Porsche, but also one of the fastest production-built GTs in the world..." Road and Track, 1992
Porsche 928 var tänkt att ersätta den populära men ålderdomliga 911-modellen, som man antog inte skulle vara för evigt. I USA förbereddes i slutet av 1960-talet lagförslag som skulle förbjuda bilar med svansmotor, vilket också tvingade fram en ny konstruktion. Sommaren 1970 var grundkonceptet för den nya bilen klart. Motorn var placerad fram och växellådan bak (så kallad transaxel) precis som på Porsche 944 för bästa viktfördelning (50/50). År 1971 var skisserna på "The K design", som bilen kallades internt, klara. Jämfört med 911:an skulle den nya modellen bli lättare och säkrare att hantera och även bekvämare att åka i. Det var en design som skulle locka nya bilköpare som inte tilltalades av den ganska extrema 911. Frontmotorn gav också bättre innerutrymmen och bilen fick ett litet baksäte (2+2).
Den 15 november 1974 togs beslutet; 928:an skulle börja produceras. Idéer fanns om att använda en V6-motor. Även en V10 bestående av två ihopbyggda 5-cylindriga Audi-motorer fanns på ritbordet, men när den första modellen kom 1978 hade den en 4,5 liters V8-motor på 240 hk med manuell växellåda, och 230 hk med den automatiska. Anledningen till bytet av drivkälla var att formgivarna ansåg att den extra effekten behövdes för att nå målet att överträffa den äldre 911:ans prestanda. 
Konstruktionen av Porsche 928 skiljer sig från den klassiska 911:an bland annat i att motorn är placerad fram. Porsche var länge synonymt med boxermotor placerad längst bak (så kallad svansmotor) och Porsches designavdelning hade tagit en chansning. Formen skulle anknyta till de traditionella porscheformerna samtidigt som den även skulle markera något nytt. Strålkastarna fick en ovanlig utformning genom att de var infällda i motorhuven och fälldes upp när de var tända. Till skillnad från 924-modellen och många andra bilar med nedfällda strålkastare ser man lyktorna även när de är nedfällda eftersom de inte har några luckor utan bara lutas bakåt. En så kallad transaxel användes för kraftöverföringen, vilket gav god komfort och prestanda.  
För att hålla vikten nere var bilen delvis tillverkad i aluminium. Hjul, skärmar, dörrar, motorhuv med mera var tillverkade i aluminium medan resten av bilen tillverkades av galvaniserat stål eller plast. Sedan 1950-talet är varje Porschemotor sammansatt för hand. 928:ans aluminium-V8 var inget undantag. 
Även om Porsche 928 var tänkt att ersätta Porsche 911 blev det inte så. År 1995 lades Porsche 928 ned medan Porsche 911 fortfarande tillverkas. 
Åren 1989–1991 arbetades det på en prototyp som var tänkt att ersätta 928:an. Prototypen gick under namnet "989" och lades till slut ned på grund av sviktande ekonomi. Under 2004 och början på 2005 gick det vilda spekulationer om ett nytt liknande hemligt projekt kallat "Porsche E2" som skulle vara den "andliga efterföljaren till 928", i detta fallet en fyrdörrars GT-bil med V8. Senare under 2005 bekräftade Porsche AG officiellt sina planer för den fjärde modellen i programmet som officiellt kom att kallas Porsche Panamera, och som precis som 928:an blir av GT-typ med en V8 lånad från Porsche Cayenne och med fyra dörrar.
År 1978 utsågs Porsche 928 till Årets bil.

## Modeller
| År        | marknad | modell    | cyl.volym | effekt (hk) | toppfart (km/h) | kommentar                                    |
| --------- | ------- | --------- | --------- | ----------- | --------------- | -------------------------------------------- |
| 1978–1982 | US      | 928       | 4,5       | 230         | 230             | gäller den manuella                          |
| 1978–1982 | Euro    | 928       | 4,5       | 240         |                 |                                              |
| 1980–1983 | Euro    | 928 S     | 4,7       | 300         | 245             |                                              |
| 1983–1984 | US      | 928 S     | 4,7       | 234         |                 |                                              |
| 1984–1986 | US      | 928 S     | 5,0       | 288         |                 | ny DOHC-motor med fyra ventiler per cylinder |
| 1984–1986 | Euro    | 928 S     | 4,7       | 310         | 255             |                                              |
| ?         | Euro    | 928 S2    | 4,7       | 310         |                 | ej för svenska marknaden                     |
| ?         | US      | 928 S3    | 5,0       | 292         |                 | ej för svenska marknaden                     |
| 1987–1991 |         | 928 S4    | 5,0       | 320         | 271             |                                              |
| 1987–1988 |         | 928 S4 CS | 5,0       | 320         | 271             | Club Sport, se nedan                         |
| 1987–1988 |         | 928 S4 SE | 5,0       | 320         |                 | osäker uppgift                               |
| 1989–1991 |         | 928 GT    | 5,0       | 330         | 275             | bättre kam, hårdare fjädring, 5-växlad       |
| 1992–1995 | US      | 928 GTS   | 5,3       | 326         |                 |                                              |
| 1992–1995 | Euro    | 928 GTS   | 5,4       | 350         | 275             |                                              |

## Specialmodeller
928 S4 Club Sport (CS) är en lättare variant av S4:an som totalt gjordes i 17 exemplar. Bilen är cirka 100 kg lättare än den vanliga S4:an. Saker som tagits bort är: fönsterhissar, bakre vindrutetorkare, centrallås, elsäten, gummilister på sidan, farthållare, bakre solskydd, elektrisk bagageöppnare, spolarsystemet för framruta, backspegeln på passagerarsidan samt stereo saknas på denna modell.
Andra skillnader mot S4 är att det verktygsset som följer med är mindre, AC finns i annorlunda utförande, bredare fälgar, annat avgassystem, andra kamaxlar, styvare fjädring samt höjd varvtalsbegränsning. Modellen är att betrakta som sällsynt.
928 SE Sällsynt modell som tillverkades i endast 42 exemplar. Endast högerstyrda bilar, i korta drag en CS med utrustning som radio, AC etc. 
928 Weissach edition, specialmodell av bilen tillverkades för var 205:e bil på produktionsbandet. Samtliga Weissach edition kom i färgen Champagne Gold och var utrustade med digital stereo, elektrisk taklucka och läderklädsel i två färger. Med på köpet fick man dessutom Porsches speciella bagage-set som fått ett tämligen högt samlarvärde.
Porsche 942, the stretched 928, unik 928 som tillverkades till Ferry Porsches 75-årsdag år 1984. Bilen hade förlängts och utrustats med fyra rymliga säten. Framlyktorna var också unika. Denna version har gett inspirationen till en del ombyggnationer av befintliga bilar. Se Porsche 942. 